# Colin Edwin
Colin Edwin (nacido el 2 de julio de 1970 en Melbourne, Australia) fue bajista de la banda inglesa de rock progresivo Porcupine Tree, a la que se unió en diciembre de 1993. Es también miembro del grupo Ex-Wise Heads y Random Noise Generator. Además, en el año 2001 tocó el contrabajo en el álbum Returning Jesus de No-Man, uno de los proyectos paralelos de Steven Wilson, líder de Porcupine Tree.
Además del rock progresivo, Colin Edwin es fan del jazz, por lo que incorpora a su música influencias de este género. Su instrumento más utilizado hasta 2004 fue un bajo Wal Mach de cuatro cuerdas sin trastes, que usó durante trece años. Posteeriormente, utilizó un bajo Music Man StringRay, y posteriormente un MusicMan Bongo, que puede apreciarse en el DVD en directo de Porcupine Tree, Arriving Somewhere. Alrededor de esa época, Edwin conoció la marca Spector, y escogió un modelo EuroLX de cuatro cuerdas, que utilizó para la grabación del disco Fear of a Blank Planet en 2007, aunque lo usó afinado de manera más grave a la habitual gracias a la mejor adaptación de su nuevo bajo a las notas más graves. Para acabar la gira de presentación de este disco, Edwin empleó un bajo ReBop Deluxe FM sin trastes, que también utilizó durante la gira de promoción del disco The Sky Moves Sideways.
Actualmente, Edwin promociona los bajos Spector y emplea uno en la gira de Porcupine Tree, así como las cuerdas Ernie Ball, que también promociona.
- Datos: Q311817
- Multimedia: Colin Edwin / Q311817